# Kostel Zvěstování Páně (Zbynice)
Kostel Zvěstování Páně ve Zbynicích (někdy též kostel Zvěstování Panny Marie) je farní kostel římskokatolické farnosti Zbynice a kulturní památka České republiky. Památkově chráněn je celý areál, včetně ohradní zdi s bránou a pamětního kříže z roku 1846.

## Historie
Kostel pochází z 2. poloviny 13. století, kdy byl postaven v raně gotickém slohu, měl apsidu. První písemná zmínka je z roku 1314, kdy už byl kostel uveden jako farní. Koncem 14. století byl postaven nový presbytář a sakristie. Kostelní loď byla upravena v barokním stylu v 2. polovině 18. století.

## Popis
Z podvěží se do kostelní lodi vstupuje přes raně gotický kamenný profilovaný portál. Kostel má jednu loď, která má čtvercový půdorys a plochý strop. Klenutý presbytář je pětiboce uzavřen, má opěráky.
Zařízení kostela je barokní. Na hlavním oltáři je socha Madony (16. století) a sochy sv. Petra a sv. Pavla (17. století). Kromě toho je v kněžišti socha svatého Jana Nepomuckého (2. polovina 18. století). Na bočních oltářích jsou obrazy od Jana Herzoga. V předsíni je kamenná křtitelnice.